# Штитасти вулкан
Штитасти вулкан је тип вулкана који је изграђен скоро потпуно од флуидалних токова лаве. Назив су добили по својим великим димензијама, а ниском профилу, што подсећа на ратнички штит. Овакав изглед штитастих вулкана узрокован је ниском вискозношћу лаве која излази из вулкана, што јој омогућава да тече много даље него лава која излази из експлозивних вулкана. Ово резултује великим акумулацијама широких пакета лаве, који изграђују штитасти вулкан. 

## Геологија
Штитасти вулкани спадају у један од три главна типа вулкана. Издвојени су од остала два типа вулкана, стратовулкана и шљакастих конуса, према јасним разликама у структури и саставу. Стратовулкани у изграђени од дебелих наслага вискозне лаве, док су шљакасти конуси изграђени од пирокластичног материјала избаченог у току експлозивних ерупција. За разлику од њих, штитасти вулкани су изграђени од релативно слабо вискозне базалтне лаве која се избацује у дужим циклусима, него у случају стратовулкана. Штитасти вулкани су продукти вулканизма врућих тачака, али се такође могу формирати и на зонама рифта, као и у субдукционим зонама.
Тип ерупције који се дешава на штитастом вулкану назван је хавајска ерупција, по Хавајском ланцу где су овакви вулкани најчешћи. Хавајске ерупције карактерише ефузивна емисија флудиних лава. Мобилна природа ових лава чини да токови лаве пређу много веће удаљености него у случају лава из других типова вулкана, а резултат тога су већи и тањи сливови лаве, обично дебљине само 1 метар. Током дугог периода времена, полако таложење хиљада ових токова лаве, формира карактеристично низак, али широк профил једног штитастог вулкана.
Због свог градационог раста и скоро континуалних еруптивних карактеристика, штитасти вулани широко варирају у величини са годинама постојања. Стари штитасти вулкани су највећи вулкани на Земљи. Штитасти вулкани обично имај пречник између 5 и 6 км, а висину од 460—610 метара. Највећи штитасти вулкан (и највећи активни вулкан) на свету је Мауна Лоа на Хавајима, који достиже висину од 4169 м изнад нивоа мора, а широк је 97 км. Сматра се да вулкан садржи 80.000 км³ базалта, што је толико велика маса да је „пропала“ у Земљину кору. Висина штитастог вулкана је обично 1/20 део његове ширине.
Хавајски штитасти вулкани и острва Галапагос су јединствени због тога што се не налазе близу неке границе тектонских плоча. Шта више, ова два ланца настају померањем океанске плоче преко извора магме, познатог као врућа тачка. Током милиона година, тектонски покрети који померају континенте такође формирају дугачке вулканске „трагове“ на морском дну. Хавајски и галапагоски штитови, као и други штитови изнад врућих тачака, су сачињени од базалта океанских острва. Ова лава је карактерисана високим садржајима натријума, калијума и алуминијума.
На рифтним зонама преовлађују штитасти вулкани. Велик и децентрализиран облик хавајских вулкана у поређењу са много мањим и симетричним исландским вулканима, могу се објаснити рифтним ерупцијама. Тип ерупције у случају хавајских вулкана значајно се разликује него код вулкана који се налазе у зонама рифтова. Највећи број хавајских ерупција почиње тзв. „ватреним зидом“, при чему се лава избацује дуж главне линије, пре него што почне ерупција на неколико мањих тачака. За разлику од њих, исландски вулкани имају централне ерупције, које узрокују равномерно избацивање лаве.